# Ignacio Barandiarán Maestu
Ignacio Barandiarán Maestu (San Sebastián, 14 de noviembre de 1937) es un historiador español, especialista en Prehistoria e Historia antigua.

## Biografía
Tras estudiar entre 1957-1961 la carrera de Geografía e Historia en Zaragoza, se decanta por la prehistoria. En 1964 defiende su Memoria de Licenciatura en la Universidad de Zaragoza, pasando a continuación a incorporarse en su grupo docente. En 1967 consigue el doctorado. De esta etapa destaca los papeles fundamentales que tuvieron en su formación algunos maestros como Antonio Beltrán Martínez, Enrique Vallespí Pérez o José Miguel de Barandiarán.
Desde entonces, participa en todas las reuniones y congresos nacionales sobre antigüedad obteniendo diversas bolsas de viaje de la Universidad Internacional de ciencias prehistóricas y protohistóricas y de la UNESCO, para realizar estudios arqueológicos en Europa meridional y central. En 1968 es nombrado director del departamento de historia antigua de la Universidad de Zaragoza.
Ha impartido clases en la Universidad de La Laguna, en Tenerife, como catedrático de Arqueología, Epigrafía y Numismática. Más tarde se incorpora a la Universidad de Cantabria, hasta que en 1980 pasa a formar parte de la recientemente inaugurada Facultad de Vitoria de la Universidad del País Vasco (EHU), de la que ha continuado formando parte hasta su jubilación. Allí ha ejercido como catedrático de Prehistoria y ha sido especialista en el paleolítico y el Mesolítico, llegando a dirigir un destacado número de excavaciones de gran importancia. Entre 1980 y 1982 se convirtió en el presidente de la Comisión Nacional de Arte rupestre del Ministerio de Cultura español, y el presidente de la Comisión de Arqueología del Consejo navarro de Cultura. Además, es autor de numerosas publicaciones e intervenciones en eventos científicos. Es miembro de diversas sociedades prehistóricas tanto extranjeras como peninsulares.

## Reconocimientos
- 2007 - Premio Euskadi de Investigación, concedido por el Departamento de Educación, Universidades e Investigación del Gobierno Vasco, y también.
- Decano de los catedráticos de Prehistoria de España.
- Catedrático emérito de la Universidad del País Vasco.[2][3]

## Publicaciones
- 1967: Paleomesolítico del Pirineo Occidental.
- 1964: Paleolítico y mesolítico en la provincia de Guipúzcoa, en "Cesaraugusta".
- 1964: Monedas romanas en Solacueva (Jocano, Álava), en "Sancho el Sabio".
- 1966: El arte rupestre paléolithique des Provinces Vascas, en el "Boletín de la Zoco. Prehist. de Ariége".
- 1966: Sondeo estratigráfico en la Pamplona romana, "Noticiario Arqueológico Hisp."
- 1968: Avance al estudio de las cuevas de la Hoz y los Casares, con Enrique Beltrán.
- 1968: Aportación al conocimiento del magdaleniense final en la Costa Cantábrica, en "Actas del CAN".
- 1968: Tres estrellas funerarias del territorio de los vascones.
- 1980: Prehistoria de Navarra. Con Enrique Vallespí Pérez en Trabajos de Arqueología Navarra. Pamplona: Diputación Foral de Navarra. Museo de Navarra - Institución Príncipe de Viana. ISBN 84-235-0501-4.
- 1988: Historia General de Euskalerría. Prehistoria: Paleolítico. Editorial Auñamendi. ISBN 8470252283